# 9957 Raffaellosanti
9957 Raffaellosanti este un asteroid din centura principală de asteroizi.

## Descriere
9957 Raffaellosanti este un asteroid din centura principală de asteroizi. A fost descoperit pe 6 octombrie 1991 la Tautenburg de Freimut Börngen. Asteroidul prezintă o orbită caracterizată de o semiaxă mare de 2,29 ua, o excentricitate de 0,13 și o înclinație de 6,9° în raport cu ecliptica.